# Chalcanthiet
Het mineraal chalcanthiet is een gehydrateerd koper-sulfaat met de chemische formule CuSO4·5(H2O).

## Eigenschappen
Het groene, groenblauwe of blauwe chalcanthiet heeft een glasglans, een witte streepkleur en het mineraal kent een imperfecte splijting (op [110]) en een onduidelijke splijting (op [111]). De gemiddelde dichtheid is 2,21 en de hardheid is 2,5. Het kristalstelsel is triklien en het mineraal is niet radioactief. Omdat het mineraal hygroscopisch is, moet het in een afgesloten ruimte bewaard worden.

## Naam
De naam van het mineraal chalcanthiet is afgeleid van de Oudgriekse woorden χαλκός, chalkos, "koper" en ἄνθος, anthos, dat "bloem" betekent.

## Voorkomen
Chalcanthiet wordt in aride klimaten gevormd als secundair mineraal in snel oxiderende koper-houdende gesteenten. Het ontstaat ook in uitvloeiingsgesteente. De typelocatie van chalcanthiet is de Chuquicamata-mijn, Calama, provincie El Loa, Antofagasta, Chili. Het mineraal wordt verder ook gevonden in het Gera district, Thüringen, Duitsland, in de vulkaan Tolbatsjik op Kamtsjatka, Rusland en in de Planet-mijn, La Paz County, Arizona, Verenigde Staten en in de Skouriotissa-mijn (Cyprus).